# Stephen Murray (acteur)
Pour les articles homonymes, voir Murray et Stephen Murray.
Stephen Umfreville Hay Murray, né le 6 septembre 1912 à Partney (Lincolnshire, Angleterre) et mort le 31 mars 1983 à Londres, est un acteur anglais.

## Biographie
Élève à la Royal Academy of Dramatic Art, dont il ressort diplômé en 1933, Stephen Murray débute la même année au théâtre. À Londres, il joue notamment dans La Commandante Barbara de George Bernard Shaw (1939, avec Mark Dignam et Catherine Lacey), Désir sous les ormes d'Eugene O'Neill (1940, avec Mark Dignam), Eurydice de Jean Anouilh (1950-1951, avec Dirk Bogarde et Mai Zetterling) et La Leçon d'Eugène Ionesco (1955). Toujours dans la capitale britannique, entre autres lieux, il se produit au théâtre Old Vic (par exemple durant la saison 1937-1938 dans plusieurs pièces de William Shakespeare, dont Coriolan, avec Laurence Olivier et Sybil Thorndike).
Au cinéma, il contribue à trente-deux films (britanniques ou en coproduction), le premier étant Pygmalion d'Anthony Asquith et Leslie Howard (1938, avec Leslie Howard et Wendy Hiller), dans la foulée des représentations de la pièce éponyme (ici adaptée) de George Bernard Shaw, auxquelles il a participé à l'Old Vic en 1937-1938 ; son dernier film sort en 1963. Entretemps, citons Le Premier Ministre de Thorold Dickinson (1941, avec John Gielgud et Diana Wynyard), London Belongs to Me de Sidney Gilliat (1948, avec Richard Attenborough et Alastair Sim), Vivre un grand amour d'Edward Dmytryk (1955, avec Deborah Kerr et Van Johnson), ainsi que Au risque de se perdre de Fred Zinnemann (1959, avec Audrey Hepburn et Peter Finch).
À la télévision britannique, il apparaît dès 1937 et jusqu'en 1979 dans vingt téléfilms généralement d'origine théâtrale, dont une adaptation réalisée par George More O'Ferrall de Macbeth de Shakespeare (1949, avec Esmond Knight et Patrick Macnee). S'ajoutent trente-cinq séries entre 1956 et 1981, dont Z-Cars (un épisode, 1977). 
Enfin, durant sa carrière, Stephen Murray joue aussi à la radio, tenant en particulier le rôle récurrent du « Numéro un » de 1959 à 1976, dans la série The Navy Lark (en).
Il meurt en 1983, à 70 ans.

## Théâtre (sélection)
(à Londres, sauf mention contraire)
- 1933 (Royal Shakespeare Theatre, Stratford-upon-Avon) : Macbeth (Sexton), Le Marchand de Venise (The Merchant of Venice : Stephano) et Roméo et Juliette (Romeo and Juliet : Balthasar) de William Shakespeare
- 1936 : Waste (en) d'Harley Granville Barker
- 1936-1937 (saison à l'Old Vic) : Henry V de William Shakespeare, mise en scène de Tyrone Guthrie
- 1937-1938 (saison à l'Old Vic) : Coriolan (Coriolanus), Mesure pour mesure (Measure for Measure), Othello et Le Songe d'une nuit d'été (A Midsmummer's Night Dream) de William Shakespeare ; The King of Nowhere de James Bridie ; Pygmalion de George Bernard Shaw
- 1938 : Marco Millions d'Eugene O'Neill
- 1938 : Virage dangereux (en) (Dangerous Corner) de John Boynton Priestley
- 1939 : La Commandante Barbara (Major Barbara) de George Bernard Shaw
- 1940 : Abraham Lincoln (en) de John Drinkwater : rôle-titre
- 1940 : Cornelius de John Boynton Priestley : rôle-titre
- 1940 : Désir sous les ormes (Desire Under the Elms) d'Eugene O'Neill : Eben Cabot
- 1949 : The Late Edwina Black de William Dinner et William Morum : Gregory Black
- 1950-1951 : Eurydice (Point of Departure) de Jean Anouilh, adaptation de Kitty Black : Henri
- 1952 : Le Roi Lear (King Lear) de William Shakespeare : rôle-titre
- 1955 : La Leçon (The Lesson) d'Eugène Ionesco, adaptation de Donald Watson : le professeur
- 1958 : Shadow of Heroes (en) de Robert Ardrey, mise en scène de Peter Hall
- 1959 : Les Voyageurs égarés (Detour After Dark) de Guillaume Hanoteau, adaptation de Lucia Victor : Antoine

## Filmographie partielle

### Cinéma
- 1938 : Pygmalion d'Anthony Asquith et Leslie Howard : le second policier
- 1941 : Le Premier Ministre (The Prime Minister) de Thorold Dickinson : William Ewart Gladstone
- 1942 : The Next of Kin de Thorold Dickinson : M. Barratt
- 1948 : London Belongs to Me de Sidney Gilliat : l'oncle Henry
- 1949 : Alice au pays des merveilles de Marc Maurette et autres (film d'animation) : Lewis Carroll / le valet de cœur (voix)
- 1953 : Four Sided Triangle de Terence Fisher : Bill Leggatt
- 1955 : Vivre un grand amour (The End of the Affair) d'Edward Dmytryk : le père Crompton
- 1956 : Je plaide non coupable d'Edmond T. Gréville : Summers
- 1957 : At the Stroke of Nine de Lance Comfort : Stephen Garrett
- 1958 : Sous la terreur (A Tale of Two Cities) de Ralph Thomas : Dr Manette
- 1959 : Au risque de se perdre (The Nun's Story) de Fred Zinnemann : le père André
- 1977 : Hitler, une carrière (Hitler – Eine Karriere) de Joachim Fest et Christian Herrendoerfer (documentaire) : le narrateur (version anglaise)

### Télévision
(téléfilms, sauf mention contraire)
- 1949 : Macbeth de George More O'Ferrall : rôle-titre
- 1955 : Thunder Rock de Rudolph Cartier : David Charleston
- 1957 : The Queen and the Rebels de Rudolph Cartier : Amos
- 1961 : I'll Have You to Remember de Ted Kotcheff : George James
- 1977 : Z-Cars (série), saison 12, épisode 7 The Fall of Wiskers Castle : Wiskers

## Radio (sélection)
- 1959-1976 : The Navy Lark (en) (série) : Lieutenant Commander Murray « Numéro un »